# ルビャンカ駅
座標: 北緯55度45分35秒 東経37度37分38秒 / 北緯55.7597度 東経37.6272度
ルビャンカ駅（ルビャンカえき、ロシア語: Лубя́нка）はモスクワ地下鉄・ソコーリニチェスカヤ線の駅で、チースティエ・プルーディ駅とオホートヌイ・リャート駅の間にある。ロシア連邦保安庁（FSB）本部庁舎の最寄駅であり、前身のソ連国家保安委員会（KGB）の時代からルビャンカの名で呼ばれる。

## 歴史
1933年12月に建設開始されたが、当初から極度の土壌条件の悪さが技術者を困惑させた。ルビャンカ広場周辺の土壌はジュラ紀の粘土、その上に流砂および石炭紀の粘土から形成されている。地下鉄駅は石炭紀の土壌の上に設置する計画だったが、ネグリンナヤ川の付近が当初の想定以上に軟弱な地盤であり、かつ空気に触れると膨張する性質があったため、この区間のトンネルは短期間に迅速に建設しなければならなかったほか、駅舎の計画自体も変更を余儀なくされた。また、二層の粘土層の間にある流砂層の存在も工事においては大きな障害となった。
これらの難工事にもかかわらず着工からわずか1年半後の1935年5月15日には開業を実現させ、地下鉄の設計を行なったニコライ・ラドフスキーの記念碑がニコルスカヤ通りに建設された。
1965年にはルビャンカ駅をタガーンスコ＝クラスノプレースネンスカヤ線との乗換駅にする計画が具体化し、駅の改造が必要になった。1930年代には不可能とされた中央ホールの建設も技術の進歩により可能になったことから実行された。これらの工事は1972年に完成した。
2010年には当駅で爆破テロ事件が発生した。（詳細はモスクワ地下鉄爆破テロ (2010年)を参照）

## 乗り換え
7号線クズネツキー・モスト駅

## ギャラリー

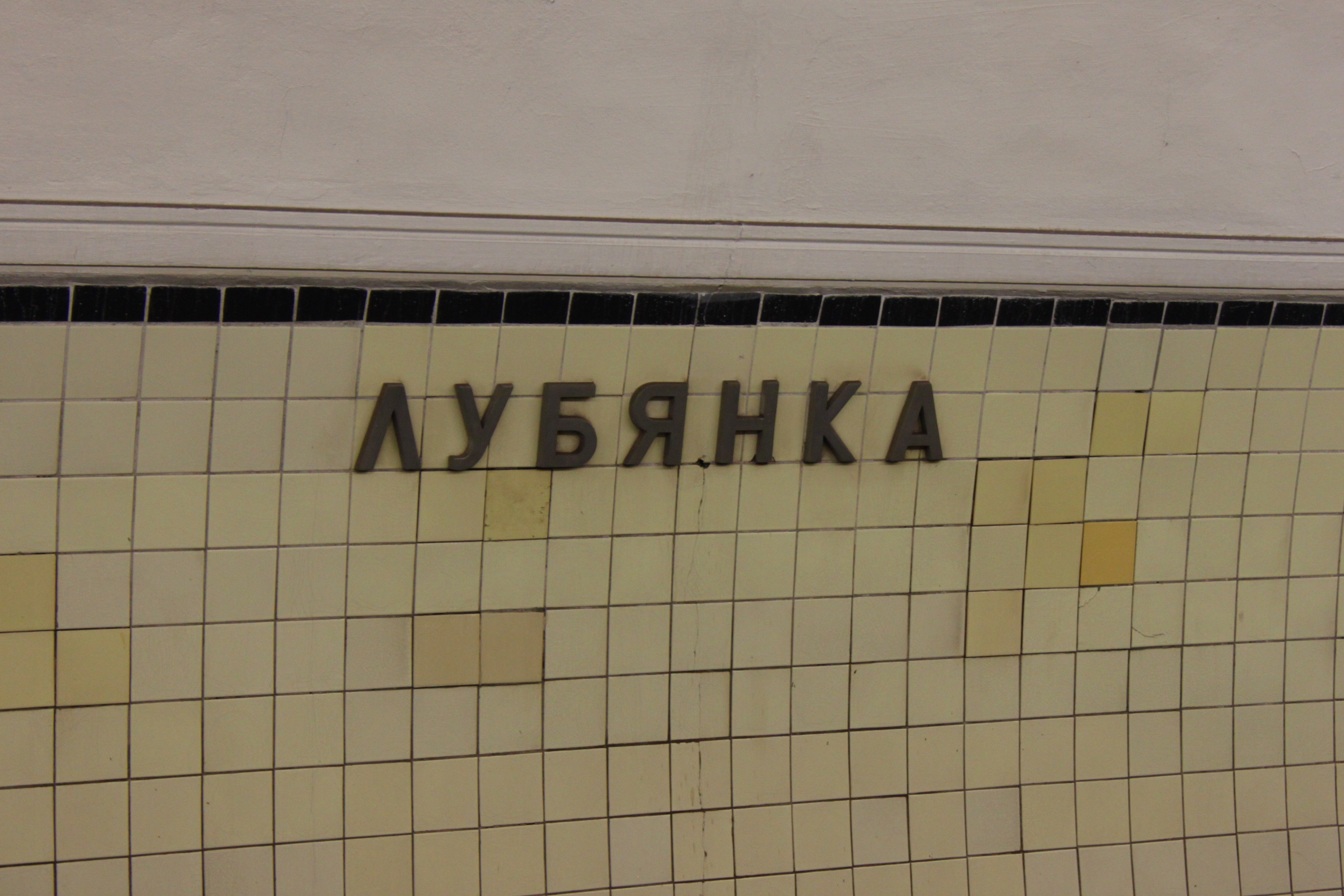
ルビャンカ駅を表す標識
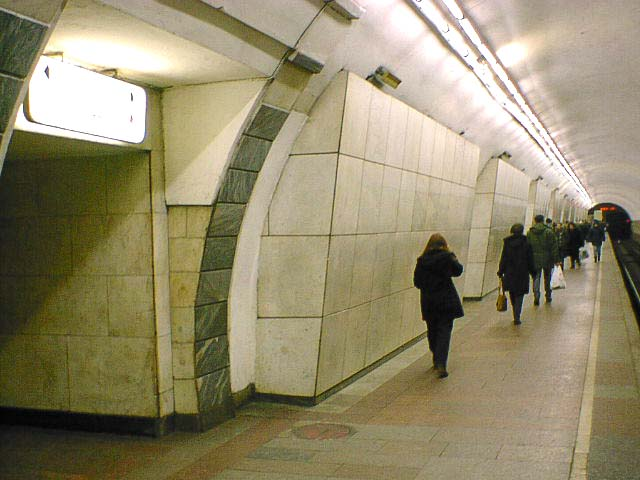
2000年撮影のホーム
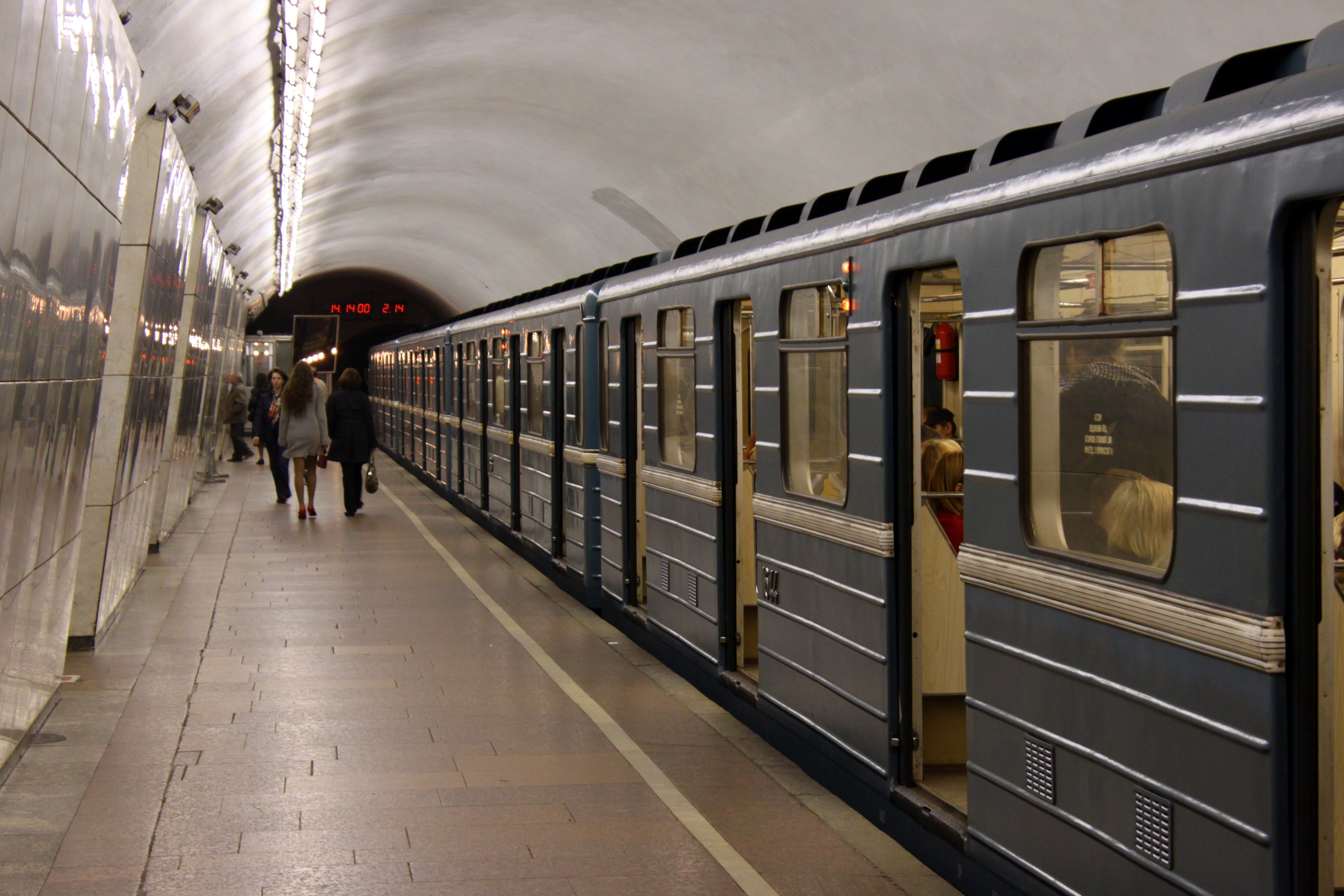
2009年撮影のホーム
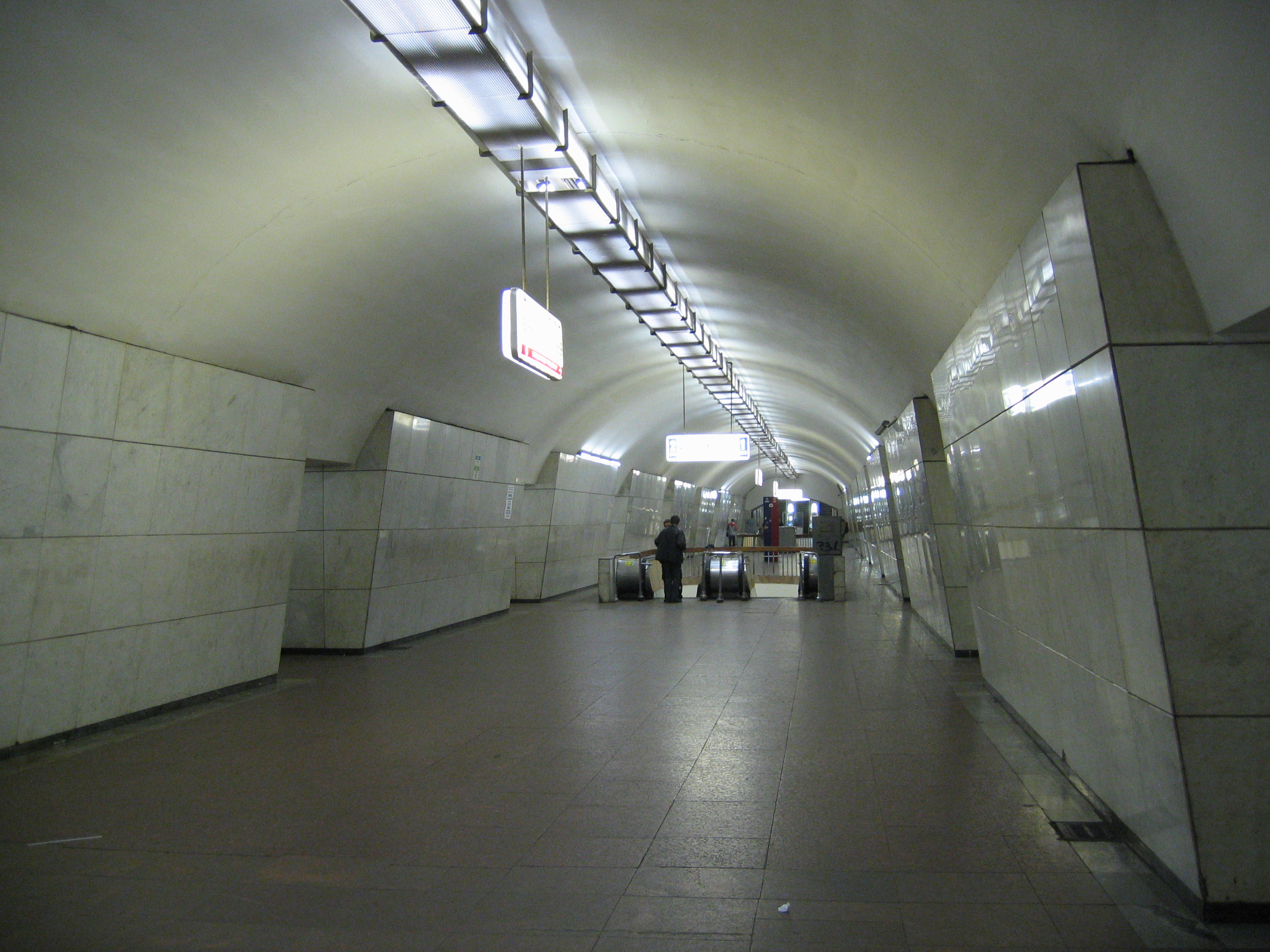
2007撮影の中央ホール

## 参照
1. ↑  Deadly explosion goes off at Moscow Metro station